# Sportverein Eintracht Trier 05 1994-1995
Questa voce raccoglie le informazioni riguardanti lo Sportverein Eintracht Trier 05 nelle competizioni ufficiali della stagione 1994-1995.

## Stagione
Nella stagione 1994-1995 l'Eintracht Trier, allenato da Udo Klug, concluse il campionato di Regionalliga ovest-Sudovest al 7º posto.

## Rosa
| N. |                     | Ruolo | Calciatore          |
| -- | ------------------- | ----- | ------------------- |
| 5  | Serbia (bandiera)   | D     | Vito Milošević      |
|    | Germania (bandiera) | P     | Karl-Heinz Kieren   |
|    | Germania (bandiera) | D     | Christian Albrecht  |
|    | Germania (bandiera) | D     | Frank Buschmann     |
|    | Germania (bandiera) | D     | Matthias Hönerbach  |
|    | Germania (bandiera) | D     | Peter Ritter        |
|    | Germania (bandiera) | D     | Erik Schröder       |
|    | Romania (bandiera)  | D     | Antal Weiszenbacher |
|    | Germania (bandiera) | C     | Karsten Böttcher    |
|    | Germania (bandiera) | C     | Dirk Fengler        |
|    | Germania (bandiera) | C     | Steffen Herzberger  |

| N. |                        | Ruolo | Calciatore        |
| -- | ---------------------- | ----- | ----------------- |
|    | Polonia (bandiera)     | C     | Jan Jałocha       |
|    | Germania (bandiera)    | C     | Victor Lopes      |
|    | Germania (bandiera)    | C     | Jürgen Mohr       |
|    | Germania (bandiera)    | C     | Frank Müller      |
|    | Germania (bandiera)    | C     | Peter Seufert     |
|    | Germania (bandiera)    | C     | Patrick Zöllner   |
|    | Polonia (bandiera)     | A     | Marek Czakon      |
|    | Germania (bandiera)    | A     | Reiner Edelmann   |
|    | Lussemburgo (bandiera) | A     | Robby Langers     |
|    | Germania (bandiera)    | A     | Stefan Wagner     |
|    | Germania (bandiera)    | A     | Egbert Zimmermann |

## Organigramma societario
Area tecnica
- Allenatore: Udo Klug
- Allenatore in seconda:
- Preparatore dei portieri:
- Preparatori atletici:
- Analisi video:

## Calciomercato

### Sessione estiva
| Acquisti | Acquisti           | Acquisti          | Acquisti |
| R.       | Nome               | da                | Modalità |
| -------- | ------------------ | ----------------- | -------- |
| C        | Karsten Böttcher   | Wismut Gera       |          |
| A        | Marek Czakon       | Næstved           |          |
| A        | Reiner Edelmann    | VfR Mannheim      |          |
| C        | Dirk Fengler       | Saarbrücken       |          |
| C        | Steffen Herzberger | Kickers Stoccarda |          |
| D        | Matthias Hönerbach | Saarbrücken       |          |
| P        | Karl-Heinz Kieren  | Salmrohr          |          |
| A        | Robby Langers      | Étoile Carouge    |          |
| C        | Victor Lopes       | Magonza           |          |

| Cessioni | Cessioni         | Cessioni          | Cessioni |
| R.       | Nome             | a                 | Modalità |
| -------- | ---------------- | ----------------- | -------- |
| C        | Boško Anić       | Zara              |          |
| P        | Mirosław Dreszer | Zagłębie Lubin    |          |
| C        | Matthias Hamann  | Kaiserslautern    |          |
| C        | Jörg Lauer       | CS Grevenmacher   |          |
| A        | Markus Osthoff   | Duisburg          |          |
| A        | Marc Volke       | Kickers Stoccarda |          |

## Risultati

### Regionalliga

#### Girone di andata
| Arbitro: | Merk |

|             |           |                                         |
| Schäfer 36’ | Marcatori | 43’ Jałocha 45’, 67’ Czakon 60’ Langers |

| Arbitro: | Jansen |

|                         |           |                       |
| Albrecht 16’ Czakon 73’ | Marcatori | 40’ Merfeld 43’ Beyel |

| Treviri 13 agosto 1994, ore 15:00 CEST 3ª giornata | Eintracht Treviri | 0 – 0 referto | Wattenscheid 09 II | Moselstadion (3 000 spett.)\| Arbitro: \| Willems \| |
| Arbitro:                                           | Willems           |               |                    |                                                      |

| Arbitro: | Werthmann |

|              |           |                        |
| Scherdel 82’ | Marcatori | 31’ Czakon 77’ Seufert |

| Arbitro: | Schäfer |

|                        |           |           |
| Hönerbach 11’ Mohr 62’ | Marcatori | 12’ Lunga |

| Arbitro: | Schräer |

|                          |           |             |
| Grein 55’, 82’ Klein 89’ | Marcatori | 68’ Langers |

| Arbitro: | Gatz |

|                                      |           |  |
| Jałocha 50’ Czakon 82’ Milošević 83’ | Marcatori |  |

| Arbitro: | Margenberg |

|                                        |           |                            |
| Groeleken 4’ Vogt 17’, 24’ Hecking 21’ | Marcatori | 35’ Herzberger 69’ Langers |

| Arbitro: | Thiemer |

|  |           |            |
|  | Marcatori | 79’ Gebker |

| Arbitro: | Blüthgen |

|                                                 |           |  |
| Essing 24’ Omanovic 44’ Flür 46’ Bockenfeld 63’ | Marcatori |  |

| Arbitro: | Dardenne |

|            |           |  |
| Czakon 89’ | Marcatori |  |

| Wuppertal 22 ottobre 1994, ore 15:00 CET 12ª giornata | Wuppertal  | 0 – 0 referto | Eintracht Treviri | Stadion am Zoo (2 500 spett.)\| Arbitro: \| Kestermann \| |
| Arbitro:                                              | Kestermann |               |                   |                                                           |

| Arbitro: | Prengel |

|            |           |            |
| Czakon 78’ | Marcatori | 5’ Raschke |

| Arbitro: | Domurat |

|                |           |                           |
| Lämmermann 81’ | Marcatori | 28’ Czakon 58’ Zimmermann |

| Arbitro: | Berg |

|                              |           |  |
| Hönerbach 30’ Herzberger 87’ | Marcatori |  |

| Arbitro: | Zumkier |

|                                       |           |                 |
| Herzberger 28’ (aut.) Wagner 40’, 58’ | Marcatori | 5’, 80’ Fengler |

| Treviri 11 dicembre 1994, ore 14:00 CET 17ª giornata | Eintracht Treviri | 0 – 0 referto | Arminia Bielefeld | Moselstadion (3 000 spett.)\| Arbitro: \| Funken \| |
| Arbitro:                                             | Funken            |               |                   |                                                     |

#### Girone di ritorno
| Treviri 12 febbraio 1995, ore 15:00 CET 18ª giornata | Eintracht Treviri | 0 – 0 referto | Borussia Neunkirchen | Moselstadion (3 000 spett.)\| Arbitro: \| Insam \| |
| Arbitro:                                             | Insam             |               |                      |                                                    |

| Arbitro: | Prengel |

|  |           |                              |
|  | Marcatori | 28’, 77’ Czakon 89’ Edelmann |

| Arbitro: | Szukat |

|                 |           |                          |
| Jablonowski 68’ | Marcatori | 5’ Milošević 45’ Fengler |

| Arbitro: | Fischer |

|                           |           |            |
| Herzberger 29’ Czakon 90’ | Marcatori | 40’ Stulin |

| Arbitro: | Kortholt |

|                                              |           |                  |
| Gerlach 32’ Goulet 35’ Lunga 88’ Schmidt 89’ | Marcatori | 26’, 64’ Zöllner |

| Arbitro: | Hülsenbeck |

|                             |           |           |
| Böttcher 36’ Zimmermann 61’ | Marcatori | 49’ Klein |

| Arbitro: | Sahler |

|                         |           |                         |
| Acquah 61’ Burnside 90’ | Marcatori | 30’ Edelmann 62’ Czakon |

| Arbitro: | Frorath |

|             |           |                                                     |
| Langers 90’ | Marcatori | 64’ (aut.) Zimmermann 77’ (rig.) Hecking 83’ Holick |

| Arbitro: | Webers |

|                         |           |                                |
| Serr 76’ Tschiskale 89’ | Marcatori | 22’, 29’ Czakon 48’ Zimmermann |

| Arbitro: | Könen |

|             |           |           |
| Langers 81’ | Marcatori | 37’ Hamár |

| Salmtal 28 aprile 1995, ore 18:00 CEST 28ª giornata | Salmrohr | 0 – 0 referto | Eintracht Treviri | Salmtalstadion (2 300 spett.)\| Arbitro: \| Domurat \| |
| Arbitro:                                            | Domurat  |               |                   |                                                        |

| Arbitro: | Gettke |

|            |           |           |
| Czakon 33’ | Marcatori | 47’ Weber |

| Arbitro: | Jansen |

|  |           |                       |
|  | Marcatori | 53’ (rig.) Zimmermann |

| Arbitro: | Gatz |

|                                            |           |                                               |
| Edelmann 49’ Ritter 76’ Langers 84’ (rig.) | Marcatori | 17’ Feinbier 72’ (rig.) Tschiedel 80’ Kindgen |

| Arbitro: | Insam |

|                                 |           |            |
| Woll 18’ Dudek 19’ Burkhart 90’ | Marcatori | 49’ Czakon |

| Arbitro: | Jansen |

|              |           |                                       |
| Edelmann 52’ | Marcatori | 27’ Wagner 42’ Kornmaier 85’ Laußmann |

| Arbitro: | Webers |

|            |           |            |
| Wuckel 10’ | Marcatori | 14’ Czakon |

## Statistiche

### Statistiche di squadra
| Competizione                | Punti | In casa | In casa | In casa | In casa | In casa | In casa | In trasferta | In trasferta | In trasferta | In trasferta | In trasferta | In trasferta | Totale | Totale | Totale | Totale | Totale | Totale | DR |
| Competizione                | Punti | G       | V       | N       | P       | Gf      | Gs      | G            | V            | N            | P            | Gf           | Gs           | G      | V      | N      | P      | Gf     | Gs     | DR |
| --------------------------- | ----- | ------- | ------- | ------- | ------- | ------- | ------- | ------------ | ------------ | ------------ | ------------ | ------------ | ------------ | ------ | ------ | ------ | ------ | ------ | ------ | -- |
| Regionalliga ovest-Sudovest | 51    | 17      | 6       | 8       | 3       | 22      | 18      | 17           | 7            | 4            | 6            | 28           | 30           | 34     | 13     | 12     | 9      | 50     | 48     | +2 |
| Totale                      | 51    | 17      | 6       | 8       | 3       | 22      | 18      | 17           | 7            | 4            | 6            | 28           | 30           | 34     | 13     | 12     | 9      | 50     | 48     | +2 |

### Andamento in campionato
| Giornata  | 1 | 2 | 3 | 4 | 5 | 6 | 7 | 8 | 9 | 10 | 11 | 12 | 13 | 14 | 15 | 16 | 17 | 18 | 19 | 20 | 21 | 22 | 23 | 24 | 25 | 26 | 27 | 28 | 29 | 30 | 31 | 32 | 33 | 34 |
| --------- | - | - | - | - | - | - | - | - | - | -- | -- | -- | -- | -- | -- | -- | -- | -- | -- | -- | -- | -- | -- | -- | -- | -- | -- | -- | -- | -- | -- | -- | -- | -- |
| Luogo     | T | C | C | T | C | T | C | T | C | T  | C  | T  | C  | T  | C  | T  | C  | C  | T  | T  | C  | T  | C  | T  | C  | T  | C  | T  | C  | T  | C  | T  | C  | T  |
| Risultato | V | N | N | V | V | P | V | P | P | P  | V  | N  | N  | V  | V  | P  | N  | N  | V  | V  | V  | P  | V  | N  | P  | V  | N  | N  | N  | V  | N  | P  | P  | N  |
| Posizione | 1 | 2 | 4 | 3 | 2 | 7 | 4 | 5 | 6 | 11 | 7  | 6  | 7  | 6  | 5  | 6  | 7  | 7  | 6  | 5  | 5  | 6  | 5  | 5  | 6  | 5  | 5  | 5  | 5  | 5  | 5  | 5  | 7  | 7  |

Legenda:

Luogo: C = Casa; T = Trasferta. Risultato: V = Vittoria; N = Pareggio; P = Sconfitta.

### Statistiche dei giocatori
| C. Albrecht      | 14 | 1  | 0 | 0 |
| F. Buschmann     | 12 | 0  | 1 | 0 |
| K. Böttcher      | 28 | 1  | 5 | 1 |
| M. Czakon        | 34 | 17 | 0 | 0 |
| R. Edelmann      | 31 | 4  | 2 | 0 |
| D. Fengler       | 25 | 3  | 0 | 1 |
| S. Herzberger    | 25 | 3  | 1 | 0 |
| M. Hönerbach     | 24 | 2  | 5 | 2 |
| J. Jałocha       | 19 | 2  | 0 | 0 |
| K. Kieren        | 34 | 0  | 1 | 0 |
| R. Langers       | 26 | 6  | 7 | 0 |
| V. Lopes         | 2  | 0  | 0 | 0 |
| V. Milošević     | 29 | 2  | 8 | 4 |
| J. Mohr          | 12 | 1  | 0 | 0 |
| F. Müller        | 19 | 0  | 3 | 0 |
| P. Ritter        | 13 | 1  | 1 | 0 |
| E. Schröder      | 2  | 0  | 0 | 0 |
| P. Seufert       | 31 | 1  | 1 | 0 |
| S. Wagner        | 4  | 0  | 0 | 0 |
| A. Weiszenbacher | 10 | 0  | 2 | 1 |
| E. Zimmermann    | 24 | 4  | 2 | 2 |
| P. Zöllner       | 5  | 2  | 0 | 0 |